# 133746 Tonyferro
133746 Tonyferro è un asteroide della fascia principale. Scoperto nel 2003, presenta un'orbita caratterizzata da un semiasse maggiore pari a 2,7969266 UA e da un'eccentricità di 0,1005615, inclinata di 3,99367° rispetto all'eclittica.